# Футбольна федерація Північної Македонії
Футбольна федерація Північної Македонії (мак. Фудбалска Федерација на Северна Македонија) — асоціація, що здійснює контроль і управління футболом в  Північній Македонії. Штаб-квартира розташована у Скоп'є. Заснована у 1949 році, член ФІФА з 1994 року, а УЄФА з 1994 року. Федерація організовує діяльність та здійснює керування національними збірними з футболу, включаючи головну національну збірну.

Логотип до 2014 року.

Під егідою федерації проводяться змагання в  Чемпіонаті Північної Македонії з футболу, Кубку Північної Македонії з футболу.